# جبل النسور
جبل النسُور جبل يقع بشمال شرقي الجمهورية التونسية، شمال غربي مدينة ماطر وشرق بحيرة إشكل. يبلغ ارتفاعه 523 م.